# Syrrhopodon tristichus
Syrrhopodon tristichus là một loài rêu trong họ Calymperaceae. Loài này được Nees ex Schwägr. mô tả khoa học đầu tiên năm 1842.